# (16066) Richardbressler
(16066) Richardbressler est un astéroïde de la ceinture principale.

## Description
(16066) Richardbressler est un astéroïde de la ceinture principale. Il fut découvert le 8 septembre 1999 à Catalina par le projet CSS. Il présente une orbite caractérisée par un demi-grand axe de 3,03 UA, une excentricité de 0,09 et une inclinaison de 10,9° par rapport à l'écliptique.

## Compléments